# Karin J. Blakemore
Karin J. Blakemore (n. 1953) es una genetista que trabaja en Ginecología y Obstetricia, Genética humana y Medicina Materno-Fetal. Su mayor aporte a la medicina proviene de sus trabajos como miembro de un equipo de investigación que pretende luchar contra los trastornos genéticos a través del trasplante in utero de células de donador, utilizando un ratón como modelo animal. Gracias a sus primeros hallazgos propició el inicio de la investigación sobre el trasplante de médula ósea in utero para trastornos genéticos fetales.

## Educación
Karin Blakemore comenzó su educación obteniendo su licenciatura en la Universidad de Pensilvania. Se graduó de medicina en la Escuela de Medicina de la Universidad de Toledo, en Toledo, Ohio, en 1978. Después de la escuela de medicina realizó su residencia en Obstetricia y Ginecología en el New York University Medical Center. Al terminar la residencia obtuvo una beca postdoctoral para estudiar Genética humana en la Escuela de Medicina de la Universidad de Yale y posteriormente otra beca postdoctoral para estudiar Medicina Materno-Fetal en la Escuela de Medicina de la Universidad Washington en San Luis.

## Carrera
Blakemore se unió a la Escuela de Medicina de la Universidad Johns Hopkins donde fue nombrada directora del programa de muestreo de vellosidades coriónicas y directora del servicio de referencia de alfafetoproteína (AFP). Después de cinco años en estas posiciones, asumió el cargo de directora del centro de Diagnóstico prenatal en 1992 y fue designada directora de Medicina Materno-Fetal y del programa de becas de la división en 1995.
Su equipo en el Instituto de Medicina Genética de la Universidad Johns Hopkins trabajó para determinar el número ideal de células a utilizar en trasplantes humanos in utero, mediante la utilización de un ratón como modelo. La implantación de células de un donante humano en el ratón permitió al equipo predecir los extremos superiores e inferiores de la respuesta al trasplante. Como resultado de las investigaciones del equipo de Blakemore, se consideró posible desarrollar trasplantes in utero para una variedad de trastornos congénitos.
Blakemore tiene tres certificaciones de la American Board of Medical Genetics, del Consejo de Obstetricia y Ginecología y del Consejo de Medicina Materno-Fetal. Además de su carrera médica, se unió a la Escuela de Medicina de la Universidad Johns Hopkins como profesora asociada de Oncología, Ginecología y Obstetricia y a la Johns Hopkins Bloomberg School of Public Health, como profesora de Ciencias de la población y de salud familiar.

## Reconocimientos
Blakemore fue recomendada para el reconocimiento «Best Doctors in America» por sus compañeros y fue reconocida por la Sociedad de Obstetras Perinatólogos con el Premio a la Mejor Investigación Genética en el campo de la Medicina Perinatal.